# Hau-Krawall
Der Hau-Krawall war ein Straßentumult in Karlsruhe am 22. Juli 1907, dem Tag der Urteilsverkündung im Mordfall Carl Hau. Dabei erfolgte zur Wiederherstellung von Ruhe und Ordnung zeitweise der Einsatz militärischer Kräfte. Er ging als „Straßenkampf im Frieden“ (Ferdinand von Notz) in die Geschichte ein.

## Ansturm auf einen Mordprozess
Karlsruhe, die Hauptstadt des Großherzogtums Baden, war im Juli 1907 dem Besucheransturm auf den Mordprozess Carl Hau kaum gewachsen. Vor dem Gebäude des Landgerichts Karlsruhe bildeten sich lange Schlangen von Bürgern, die die Verhandlung verfolgen wollten. Die gesamten regulären Polizeikräfte der Stadt und des Kreises Karlsruhe (70 Beamte) wurden aufgeboten, um des Andrangs Herr zu werden. Bald zeigte sich jedoch, dass dies nicht ausreichte; es wurde zunächst auf die berittene Gendarmerie und schließlich auf das in der Nähe stationierte Militär zurückgegriffen. Zum Einsatz kamen zwei Kompanien des 1. Badischen Leib-Grenadier-Regiments Nr. 109 unter dem Kommando des Hauptmanns Ferdinand von Notz, der darüber 19 Jahre später einen Bericht verfasste. Am Tag der Urteilsverkündung belagerten etwa 20.000 Schaulustige das Gerichtsgebäude; mehrfach wurde versucht, die Postenketten zu durchbrechen. Einen derartigen Auflauf von Neugierigen hatte es noch bei keinem Prozess im Deutschen Reich gegeben.

## Verlauf des Straßentumults
Während der ersten Tage der Gerichtsverhandlung gegen Rechtsanwalt Hau fand sich besonders in den Abendstunden jeweils eine größere Anzahl Neugieriger auf den Straßen um das Gerichtsgebäude ein. Sie verhielten sich ruhig, ohne Kundgebungen, und leisteten den Weisungen der Polizeiorgane zur Aufrechterhaltung des Straßenverkehrs bereitwillig Folge.
Am Abend des 20. Juli 1907 zeigte sich bei diesem Publikum das Bestreben, die Zeugin Olga Molitor aus der Nähe zu sehen, und deshalb wurde von Seiten der Polizei nach Schluss der Verhandlung der Familie Molitor ein anderer als der vom Publikum erwartete Weg zur Fahrt vom Gerichtsgebäude zum Hotel „Rotes Haus“ angewiesen. Vor dem Hotel wurden die Insassen des Wagens erkannt und sofort von Zudringlichen umgeben. Unter dem Schutz einiger Polizeibeamten fuhr der Wagen in das Hoftor ein, ohne dass es zu Ausschreitungen kam.
Am letzten Verhandlungstag (Montag, 22. Juli 1907) umstand von Mittag an eine stetig wachsende Menschenmenge das Gerichtsgebäude, insbesondere in der Stephanienstraße. Das Polizeiaufgebot wurde zur Aufrechterhaltung des Straßenverkehrs und zur Regelung des Zutritts zum Gebäude erheblich verstärkt; um 20 Uhr war die gesamte verfügbare Schutzmannschaft zur Stelle. Um 20.15 Uhr trat eine einstündige Pause ein, während der auf Anordnung des Gerichts der Sitzungssaal geräumt wurde.
Die Menschenmenge auf der Straße war inzwischen auf einige Tausend angewachsen und machte hier und dort Versuche, die Schutzmannskette zu durchbrechen und gewaltsam die Gebäudeeingänge zu erreichen. Am Haupteingang zum Schwurgerichtssaal war der Andrang am stärksten. Dort hatte sich ein Aufgebot von etwa 25 Schutzleuten, einigen Chargierten und Polizeikommissaren auf Befehl des Polizeidirektors Otto Seidenadel, der persönlich die Sicherheitsmaßnahmen leitete, zu einem Halbkreis zusammengezogen und wehrte Schulter an Schulter das Andrängen der Menge ab.
Die Warnrufe der Polizeibeamten blieben erfolglos und wurden mit Pfeifen und Johlen erwidert. Als einigen mit Zulasskarten versehenen Personen der Eintritt gestattet wurde, drängte die Menge lärmend nach und achtete nicht auf erneute Warnrufe der Polizei und die Androhung des Waffengebrauchs. Die Schutzmannschaft vermochte dem Vorstoß nicht mehr Stand zu halten, griff auf Befehl des Polizeidirektors zum Säbel und drängte die Menge auf die Fahrbahn der Straße zurück. Die besonneneren Elemente entfernten sich freiwillig und unterstützten damit die Anstrengungen der Polizei. Die erregte Menge aber wich nur unter Pfeifen und Gejohle vor der Waffe zurück und ließ sich kaum in einiger Entfernung vom Eingang halten.
Der Polizeidirektor rief nunmehr die berittene Gendarmerie herbei und erbat militärische Unterstützung. Die erstere, unter Schreien und Pfeifen von der Menge empfangen, erhielt vom Polizeidirektor die Weisung, die Schutzmannschaft in der Aufrechterhaltung des augenblicklichen Zustandes bis zum Eintreffen des Militärs zu unterstützen.

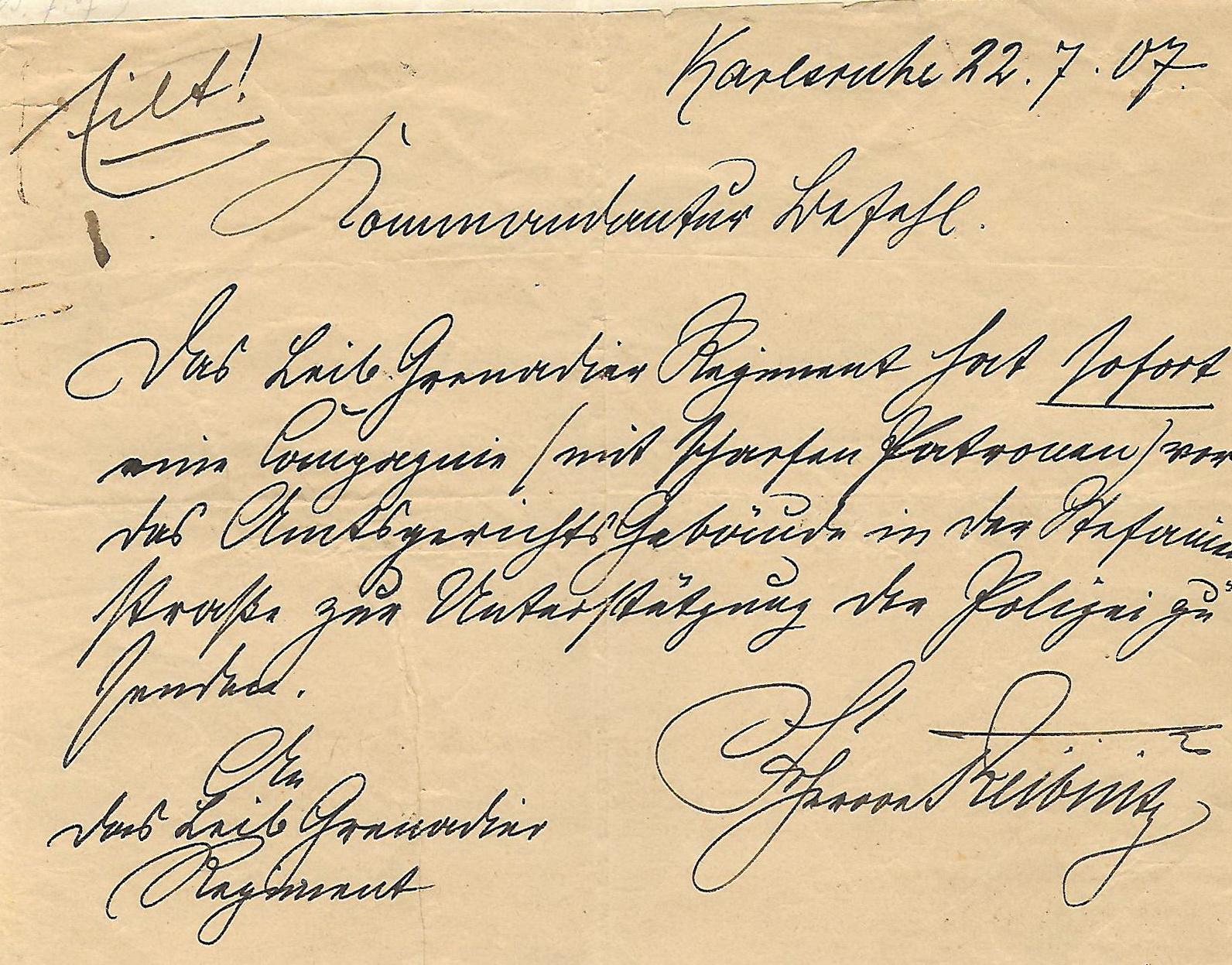
Einsatzbefehl vom 22. Juli 1907

Inzwischen waren der großherzogliche Amtsvorstand Hans von Krafft-Ebing und der Stadtkommandant Freiherr v. Reibnitz auf dem Schauplatz des Geschehens erschienen. Die beiden von der Militärkommandantur entsandten Kompanien des Leib-Grenadier-Regiments unter dem Befehl des Hauptmanns Ferdinand von Notz, gleichfalls mit Johlen und Pfeifen empfangen, trafen bald darauf ein und räumten nun die Stephanien-, Linkenheimer-, Akademie- und später auch die Waldstraße, in welcher die Tumultuanten zwischen den aufgehäuften Pflastersteinen sich gewalttätig widersetzten und mit Steinen nach den Truppen warfen.
Nachdem um 2 Uhr nachts das Urteil im Gerichtssaal verkündet worden war und das Gebäude sich entleert hatte, zogen die Truppen ab, und es wurde der weitere Sicherheitsdienst wieder von der Schutzmannschaft übernommen.
Im Ganzen wurden acht Verhaftungen solcher Tumultuanten vorgenommen, die den polizeilichen oder militärischen Anordnungen hartnäckig sich widersetzt hatten. Verletzungen durch den Gebrauch der Waffen seitens der Polizei und des Militärs waren nicht zu verzeichnen.

## Gerichtliche Aufarbeitung
Das Karlsruher Schwurgericht beschäftigte sich am 25. September 1907 in einer längeren Sitzung mit dem Straßentumult, der während der Verhandlungen des Hau-Prozesses stattgefunden hatte.
Die Anklagebehörde hatte gegen acht Angeklagte Anklage zumeist wegen Widerstands und Beleidigung gegen Mannschaften der bewaffneten Macht erhoben, gegen einen Angeklagten auch wegen schwerer Körperverletzung, begangen durch einen Steinwurf. Die sämtlich erschienenen Angeklagten gehörten meist bürgerlichen Berufen an (Kaufleute, Weinreisender, Friseur, Kutscher) und machten nicht der Eindruck von Radaubrüdern. Als Verteidiger von vier Angeklagten fungierten die Rechtsanwälte Paul Frühauf, Albert Gönner, H. Haas und Rödelstab-Bruchsal.
Die Anklagen wurden getrennt und nicht wegen Aufruhrs erhoben. Sie wurden erst zu Beginn der Sitzung, die unter dem Vorsitz des Oberamtsrichters Ritter vor sich ging, zwecks gemeinsamer Verhandlung verbunden.
Es waren zirka 40 Zeugen, zumeist Militärs, darunter auch die in jener Nacht kommandierenden Offiziere, geladen. Die Verhandlung ging von 10 Uhr mit kurzer Unterbrechung bis 16.30 Uhr. Die umfangreiche Beweisaufnahme ergab, dass sich die zumeist unbestraften Angeklagten aus Neugierde und nicht aus Krawall-Lust vor dem Landgericht eingefunden hatten, und dass diese Konflikte mit den Organen der Behörde, abgesehen von zwei Fällen, verhältnismäßig nicht allzu schwerer Natur waren. Es entstand vor Gericht der Eindruck, und dies wurde auch von den Verteidigern hervorgehoben, als ob die eigentlichen Radaumacher sich der Justiz entzogen hätten.
Die Beweisaufnahme ergab außerdem, dass das zur Absperrung kommandierte Militär sich unter recht schwierigen Verhältnissen korrekt benommen und trotz des besonders an der Waldstraße in erheblichem Maße aufgetretenen Widerstands und vereinzelter Angriffe der Menge keine zu scharfen Maßnahmen ergriffen hatte.
Das Urteil wurde nach halbstündiger Beratung um 18.15 Uhr gesprochen; es lautete:
1. Schlosser Albert Kiefer, gegen den die schwerste Anklage wegen Widerstands und erschwerter Körperverletzung, letztere begangen durch einen Steinwurf, vorlag, wird wegen Widerstands zu einer Geldstrafe von 30 ℳ, ev. 10 Tage Gefängnis, verurteilt.
2. Kutscher Joseph Sadtler wegen Widerstands zu einer Gefängnisstrafe von 5 Wochen.
3. Arbeiter Adolf Weißbrod wegen öffentlicher Beleidigung zu einer Haftstrafe von 10 Tagen.
4. Hausbursche Karl Kunich wegen Widerstands zu einer Gefängnisstrafe von 3 Wochen.
5. Weinreisender Hermann Schaub wegen öffentlicher Beleidigung zu einer Haftstrafe von 10 Tagen.
6. Friseur Gottlieb Stadelbauer wegen Widerstands zu 1 Woche Gefängnis und wegen Beleidigung zu 1 Woche Haft.
7. und 8. Die Angeklagten Maler Joseph Damm und Betriebswerkstättearbeiter Jakob Becker werden von der erhobenen Anklage freigesprochen.

Der Militärkommandantur wurde die Befugnis der Veröffentlichung der wegen Beleidigung ergangenen Urteile zugesprochen.
In der Begründung des Urteils wies der Vorsitzende darauf hin, dass die Angeklagten sich nicht in erheblichem Maß an dem Straßentumult beteiligt hatten, wenn denselben andererseits auch klar sein musste, dass derartige Widerstände oft unabsehbare Folgen für die Beteiligten selbst wie für die befehligten Soldaten nach sich ziehen konnten. Bedauerlich sei, dass die Haupttäter und insbesondere die Haupträdelsführer, die sich an den Steinwürfen beteiligt hatten, nicht ermittelt werden konnten.
Bei der Strafzumessung sei zugunsten der Angeklagten die leidenschaftliche Erregung der Massen in jenen Tagen zu berücksichtigen. Beim Angeklagten Kiefer sei der Steinwurf gegen den Grenadier Rehnig nicht mit Sicherheit nachgewiesen. Der Kutscher Sadtler habe sich ganz ungehörig benommen, als er trotz Gestattung der Durchfahrt mit der Peitsche auf die absperrenden Mannschaften schlug. Die den Angeklagten Schaub und Stapelbauer nachgewiesenen Beleidigungen seien bei der gesellschaftlichen Stellung der Angeklagten nicht zu niedrig einzuschätzen. Bezüglich der Angeklagten Damm und Becker habe die Beweisaufnahme keine Anhaltspunkte für eine Beteiligung ergeben.

## Zeitgenössische Kommentare
Über das Vorgehen des Militärs:

„Über das Vorgehen des Militärs selbst wird Verschiedenes berichtet. Einstimmig ist man im Lob des kommandierenden Offiziers, der gleichsam väterlich mahnend und besorgt der Menge zuredete und sie vor den schlimmen Folgen warnte. An anderer Stelle, vor der Restauration ‚Zum Mohren’ (Linkenheimer Tor), soll dann wieder eine Abteilung Soldaten ohne besondere Verwarnung des Publikums sofort gegen dieses vorgegangen [sein] und dabei ebenso harmlose wie geachtete Leute in gefährliche Situationen gebracht haben. Im Allgemeinen dürfte aber die Tatsache, daß die Straßenauftritte unblutig verliefen, für die Vorsicht sprechen, mit welcher Seitens des Militärs, trotz der unangenehmen Erfahrungen Einzelner, vorgegangen wurde.“

Über das Verhalten des Publikums:

„Wie leicht auch in unserer ‚aufgeklärten’ Zeit und selbst in einer Stadt, die als politisch besonders ‚reif’ ausgegeben wird, krankhafte Leidenschaften durch eine Art Massenhypnose die ganze Bevölkerung befallen und um den Verstand bringen können, zeigt der Verlauf des Karlsruher Mordprozesses Hau. Viele tausend Menschen (ein Bericht schätzt sie auf 20.000) belagerten das Gerichtsgebäude und mussten durch ein Militäraufgebot in Schranken gehalten werden. Warum? Weil der Angeklagte eine interessante Persönlichkeit war, ein Intellektueller modernen Schlages, obendrein ein abenteuerlicher Spekulant amerikanischer Schule, eine Romanfigur, wie sie noch nie und nirgends so absonderlich in Kriminalromanen geschildert worden ist. Das Sherlock-Holmes-Fieber hatte das Publikum für diesen Abenteurer und seine rätselhaften Unternehmungen besonders empfänglich gemacht. Als er nach amerikanischer Manier dem Gerichte kaltblütig anheimstellte, ihm den Indizienbeweis zu führen, imponierte dieser Trick dem Publikum gewaltig und stellte außerdem für jeden Tag ein spannendes ‚Fortsetzung folgt’ in Aussicht. Als er nun gar eine romantische Liebesgeschichte einflocht und andeutete, daß er lieber sterben als indiskret sein wolle, da war es um die Vernunft des Publikums ganz und gar geschehen. Es bedrohte die Dame, die es im Verdacht hatte, durch ihr Schweigen den „genialen Übermenschen“ zum Opfer seiner Kavalierspflicht zu machen, und wer weiß, was geschehen wäre, wenn es dem Angeklagten gelungen wäre, mit diesem Romaneffekt die Verhandlung zum Abschluß zu bringen. Erst die Aufklärungen der letzten Tage und Stunden ernüchterten das Publikum, und das Urteil wurde schweigend hingenommen. So vollzog sich im Jahre 1907 in der liberalen Musterstadt Karlsruhe eine Schwurgerichtsverhandlung! Militär mußte die Unabhängigkeit des Schwurgerichts gegen den Straßenpöbel beschützen, der zumeist aus Angehörigen besserer Stände bestanden haben soll.“

## Presseecho
- Requirierung des Militärs. In: Der Volksfreund. 27. Jg. Nr. 168, Erstes Blatt, Karlsruhe, 23. Juli 1907.[9]
- Die „Straßenrevolution“. In: Der Volksfreund. 27. Jg. Nr. 169, Karlsruhe, 24. Juli 1907.[10]
- Baden. Begleiterscheinungen zum Prozeß Hau. In: Schwäbische Kronik. Mittagsblatt. Nr. 340, 24. Juli 1907.[11]
- Wilhelm Raupp: Im Strom. Eines Geistigen Tragödie in fünf Bildern. In: Braunschweiger Landeszeitung. 17. März 1926 (mit einem beigefügten Kommentar von Ferdinand von Notz).[12]